# 1095 Туліпа
1095 Тулі́па (1095 Tulipa) — астероїд головного поясу, відкритий 14 квітня 1926 року.
Тіссеранів параметр щодо Юпітера — 3,222. Названо на честь тюльпанів (лат. Tulipa)